# Lijst van drosten van Twente
Dit is een lijst van drosten van het drostambt Twente, dat deel uitmaakte van het landschap Twente.
Oorspronkelijk was Twente een graafschap. De graven werden later vervangen door drosten. Oorspronkelijk werden zij in Twente ambtman genoemd.
- Frederik van Arnethe I 1207-1216
- Frederik van Arnethe II 1235
- Everhardus 1252
- Herman van Saterslo, ridder, 1255-1258
- Johannes 1266
- Herman van Rothem, ridder 1296
- Hake van den Rutenberg voor 1311
- Berend van Sebelingen 1311-
- Alfer van der Schueren 1313
- Johan van Jodenvelde, ridder, circa 1320
- Hendrik Weldam, ridder, 1324
- Willem van Boxtel 1325-1326
- Berend van Weleveld 1326-1327
- Frederik van der Eze 1327-1328
- Hendrik Weldam, ridder 1328-1330
- Arend van Diest 1330-
- Hendrik van Solms 1333-
- Johannes van Kemenade 1336-1339
- Reinout van Coeverden 1347
- Frederik van der Eze 1348-1355
- Reinout van Coeverden, ridder 1356-1370
- Ludolf van Ahuis 1373
- Gijsbert van Bronkhorst 1380
- Dirk IV van Wisch 1389
- Gijsbert van Bronkhorst 1390
- Herman II van Twickelo 1392-1393
- Derk van Sinderen, ridder 1394-1395
- Arend van Gutterswijck 1386-1397
- Gijsbert van Bronkhorst en Borculo 1397
- Herman II van Twickelo 1403-1417
- Herman van Keppel 1415-1419
- Wolter van Coeverden 1419-1425
- Johan van Bevervoorde 1425-1426
- Zweder van der Schulenborg 1427
- Mattheus van Schoneveld genaamd van Gravestorp 1428-1429
- Johan Brant van Apeldoorn 1430-1431
- Everwijn, graaf van Bentheim 1433
- Johan van Hultrup 1433
- Roelof Hondeborg 1434-1437
- Johan van Weleveld 1437-1443
- Roelof van Bevervoorde 1448-1457
- Willem van Buckhorst 1457-1461
- Roelof Hondeborg 1461
- Arend van Bevervoorde 1462-1465
- Godert van Reede 1466-1484
- Gerrit van Weleveld 1484-1493
- Johan II van Twickelo 1494-1500
- Johan III van Twickelo 1500-1539
- Goossen van Raesfelt de Oude 1539-circa 1554
- Goossen van Raesfelt de Jonge circa 1554-1580

Spaansgezinde drosten
- Johan Mulert tot Voorst 1580-1610
- Otto van Egmond 1610-1626

Staatsgezinde drosten
- Johan van Voorst tot Grimberg 1581-1598
- Ernst van Ittersum tot Nijenhuis 1598-1611
- Unico Ripperda tot Boekelo 1612-1623
- Robert van Ittersum tot Nijenhuis 1623-1636

- Adam van Heerd, verwalter-drost 1637
- Johan van Raesfelt tot Twickel 1638-1648
- Johan Ripperda tot Weldam 1648-1653
- (Rutger van Haersolte tot Haerst - wel benoemd maar niet in functie getreden 1654)
- Nicolaas Christoffel van Bevervoorde tot Oldemeule, verwalter-drost 1654-1660
- Adolf Hendrik van Raesfelt tot Twickel 1660-1682
- Unico Ripperda tot Weldam, verwalter-drost 1674
- Hendrik Bentinck tot Diepenheim 1682-1691
- Unico Ripperda tot Weldam 1692-1709
- Borchard Amelis van Coeverden tot Stoevelaar en Hengelo 1710
- Otto Adolf van Bellinkhave, verwalter-drost 1711
- Wilhelm Bentinck tot Diepenheim 1712-1747
- Charles Bentinck tot Diepenheim 1748-1753
- Frederik Jan Sigismund van Heiden tot Ootmarsum 1754-1769
- Sigismund Vincent Gustaaf Lodewijk van Heiden-Hompesch tot Ootmarsum 1769-1786
- Derk Bentinck tot Diepenheim 1786-1790
- Adriaan van Raesfelt tot Elsen 1790-1795
- Jan Willem Racer, provisioneel verwalter-drost 1795-1799
- Hendrik Knijpinga Cramer, provisioneel verwalter-drost 1800-1802
- Hendrik Knijpinga Cramer, drost en vanaf 1807 baljuw 1803-1811